# (12136) Martinryle
(12136) Martinryle ist ein Asteroid des Hauptgürtels, der am 24. September 1960 von dem niederländischen Astronomenehepaar Cornelis Johannes van Houten und Ingrid van Houten-Groeneveld entdeckt wurde. Die Entdeckung geschah im Rahmen des Palomar-Leiden-Surveys, bei dem von Tom Gehrels mit dem 120-cm-Oschin-Schmidt-Teleskop des Palomar-Observatoriums aufgenommene Feldplatten an der Universität Leiden durchmustert wurden.
Der Asteroid gehört zur Eunomia-Familie, einer nach (15) Eunomia benannten Gruppe, zu der vermutlich fünf Prozent der Asteroiden des Hauptgürtels gehören.
(12136) Martinryle wurde am 24. November 2007 nach dem britischen Radioastronomen Martin Ryle (1918–1984) benannt, der für die Entwicklung eines neuartigen Radioteleskopsystems 1974 zusammen mit Antony Hewish den Nobelpreis für Physik erhielt.